# Кузнецов, Владимир Иович
Владимир Иович Кузнецов (14 мая 1924 — 23 августа 2005, Москва) — советский российский сценарист.

## Биография
Родился 14 мая 1924 года, место рождения неизвестно. Дебютировал в кино с работы «Человек без паспорта» в 1966 году, после по его сценариям было снято много других работ, в том числе приключенческих фильмов. Скончался 23 августа 2005 года в Москве. Похоронен на Перепечинском кладбище, уч. 1B.

## Фильмография
- 1966 — Человек без паспорта
- 1970 — О друзьях-товарищах
- 1970 — Возвращение «Святого Луки»
- 1973 — Чёрный принц
- 1974 — Свет в конце тоннеля
- 1975 — Без права на ошибку
- 1975 — Ключи от рая
- 1976 — «SOS» над тайгой
- 1978 — Схватка в пурге
- 1978 — Версия полковника Зорина
- 1979 — Сыщик
- 1982 — Смерть на взлёте
- 1985 — Двойной капкан
- 1986 — Без срока давности
- 1991 — Не будите спящую собаку
- 1992 — Только не уходи…